# Awaza

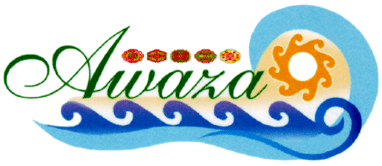
Logo des Projekts

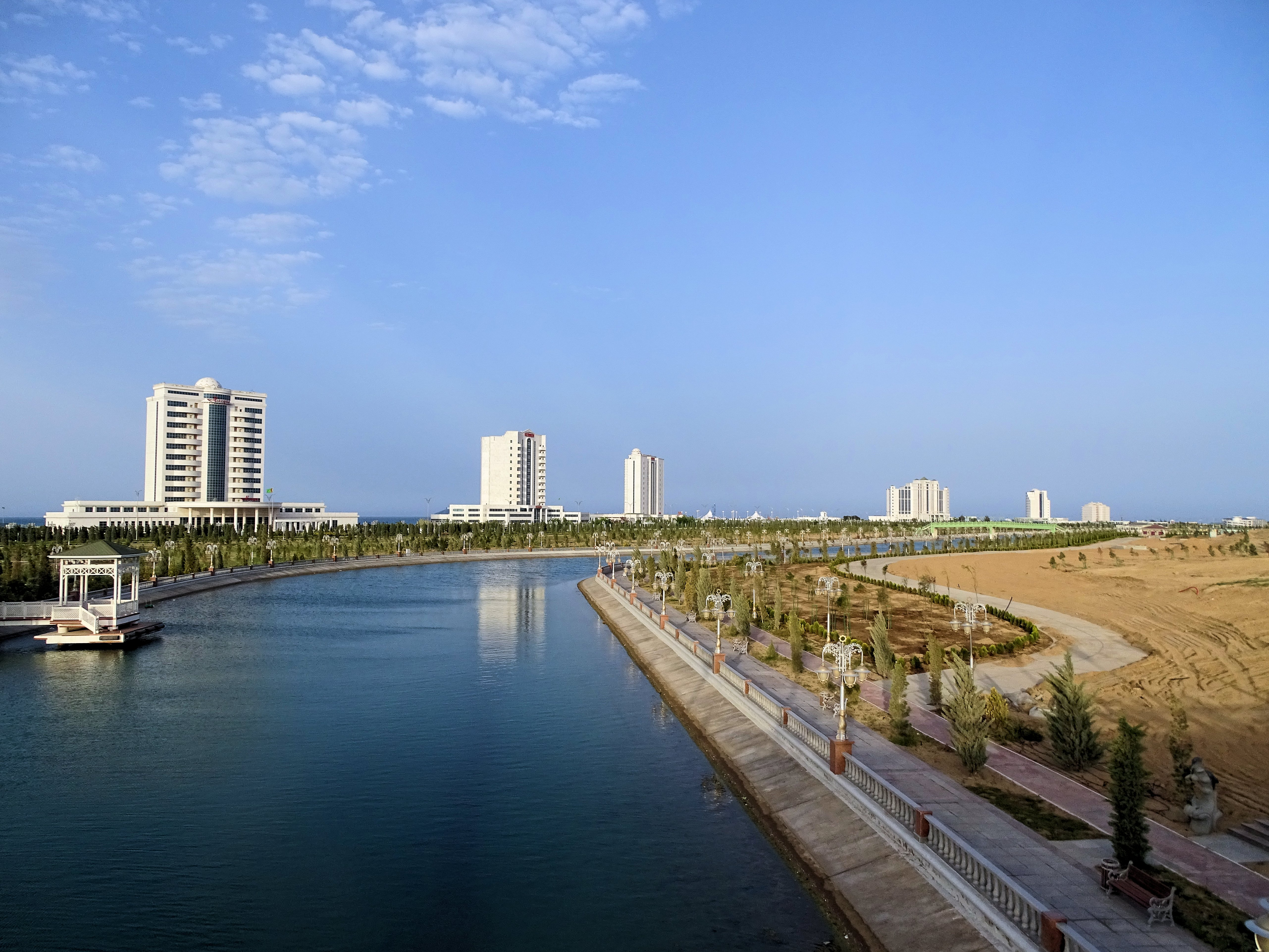
Hotels in Awaza mit dem Kanal im Vordergrund

Awaza ist eine Tourismuszone in Turkmenistan an der Ostseite des Kaspischen Meeres, etwa 12 km westlich der Stadt Türkmenbaşy. Awaza entstand vor allem durch Einnahmen aus dem Export von Erdöl und Gas und wird von der Regierung zu propagandistischen Zwecken verwendet.

## Geschichte
Nach der Unabhängigkeit Turkmenistans 1991 wurde Saparmyrat Nyýazow Präsident, der vor allem für seinen Personenkult in die Geschichte einging. Er legte den Grundstein für diese Tourismuszone und hatte große Pläne, die aber nur zum Teil realisiert wurden.
Nach seinem Tode im Jahr 2007 kam Gurbanguly Berdimuhamedow als Präsident an die Macht und änderte die Pläne teils massiv, führte aber die Planung der Tourismuszone fort. Inzwischen ist eine große Zahl an Hotels und Touristenresorts in Awaza entstanden, es entstanden seitdem auch zahlreiche Arbeitsplätze für die Bevölkerung in der ansonsten strukturschwachen Region.
Die vielen Hotels der Stadt sind allerdings selten ausgebucht, sodass Awaza oft leer erscheint. Die Verantwortlichen erwarten, dass sich das Projekt in den kommenden Jahren stark entwickelt und mehr ausländische Besucher nach Awaza kommen. Für die meisten Turkmenen ist ein Aufenthalt in Awaza hingegen nicht zu finanzieren.
Im August 2019 fand das erste Kaspische Wirtschaftsforum in Awaza statt. Nach Medienberichten ordnete Präsident Berdimuhamedow im Mai 2020 als Maßnahme zur Bekämpfung der COVID-19-Pandemie in Turkmenistan die Schließung der gesamten Tourismuszone für Besucher über die Sommermonate an. Infolgedessen wurden Hunderte Angestellte in der Gastronomie und der Hotellerie in Awaza entlassen.

## Gelände
Das Gelände ist durch einen acht Kilometer langen Kanal, der für das Projekt künstlich angelegt wurde, von der Wüste getrennt. Auf dem Areal befinden sich zahlreiche Prachtbauten, beispielsweise das Kongresszentrum Awaza, das im Jahr 2015 fertiggestellt wurde und mit Konferenzräumen mit bis zu 2000 Plätzen, einem Pressekonferenzsaal und Räumen für den Präsidenten zu den größten seiner Art weltweit zählt. Ein riesiges Aquarium mit einem Volumen von 35.000 m³ wurde bereits fertiggestellt, ein Wasserpark und weitere Luxushotels sind in der Tourismuszone in Planung.

## Trivia
Im Jahr 2018 produzierte der turkmenische Präsident Gurbanguly Berdimuhamedow mit seinem Enkel Kerimguly Berdimuhamedow den Song Sportliches Turkmenistan. Der Song, auf dem der turkmenische Diktator in der Landessprache rappt (und sein Enkel auf Englisch) hat die Stadt Awaza zum Thema. Das zugehörige Musikvideo entstand in Awaza vor der Kulisse des Kaspischen Meeres.